# 中國香港定向總會
中國香港定向總會（英語：Orienteering Association of Hong Kong, China）是專門管轄香港定向運動事務的組織。該組織成立於1981年。現時，中國香港定向總會是國際定向聯盟的成員，旗下主要的比賽有週年定向錦標賽和定向排名聯賽。

## 資料來源
1. ↑  .   [2023-08-21]. （原始内容存档于2023-03-31）. （页面存档备份，存于）

## 外部連結
- 官方网站
- 中國香港定向總會的Facebook專頁